# Peter Neururer
Peter Neururer, né le 26 avril 1955 à Marl, est un ancien footballeur allemand devenu entraîneur.

## Biographie
Peter Neururer a une carrière de joueur très modeste.
Il commence sa carrière d'entraîneur dans le petit club de TuS Haltern. Il gravit par la suite les échelons jusqu'à devenir entraîneur de clubs comme le FC Schalke 04, le Hertha Berlin, le Hannover 96 (à deux reprises), le 1. FC Köln, le VfL Bochum (à deux reprises) et le MSV Duisburg.
En 2007, il est accusé d'avoir encouragé le dopage au sein de l'équipe de Schalke 04 entre 1989 et 1990 ; il déclare à la Frankfurter Allgemeine Zeitung que « jusqu'à 50 % [des joueurs] utilisaient » du Captagon pour améliorer leurs performances. Cependant le club lui-même nie ces accusations.